# Старая (протока Вычегды)
Ста́рая — правая протока (старица) Вычегды. Протекает по Котласскому району Архангельской области. 
Высота истока — 45 м над уровнем моря. Принимает два правых притока: Верхнюю Пицу на первом километре и Нижнюю Пицу — на третьем. Устье протоки находится в 39 км от устья Вычегды. Напротив устья находится город Коряжма. Длина протоки составляет 11 км.

## Данные водного реестра
По данным государственного водного реестра России относится к Двинско-Печорскому бассейновому округу, водохозяйственный участок реки — Вычегда от города Сыктывкар и до устья, речной подбассейн реки — Вычегда. Речной бассейн реки — Северная Двина.
Код объекта в государственном водном реестре — 03020200212103000025003.